# Scherma alla XXVIII Universiade
Il torneo di scherma della XXVIII Universiade si è svolto a Gwangju in Corea del Sud nel 2015.

## Podi

### Uomini
| Evento                          | Oro                                                                            | Argento                                                                 | Bronzo                                                                  |
| Fioretto individuale (dettagli) | Maximilien Chastanet                                                           | Aleksandr Pivovarov                                                     | Martino Minuto                                                          |
| Fioretto individuale (dettagli) | Maximilien Chastanet                                                           | Aleksandr Pivovarov                                                     | Kwak Jun-hyuk                                                           |
| Sciabola individuale (dettagli) | Song Jun-hun                                                                   | Dmitry Danilenko                                                        | Ferenc Valkai                                                           |
| Sciabola individuale (dettagli) | Song Jun-hun                                                                   | Dmitry Danilenko                                                        | Leonardo Affede                                                         |
| Spada individuale (dettagli)    | Yannick Borel                                                                  | Virgile Marchal                                                         | Daniel Berta                                                            |
| Spada individuale (dettagli)    | Yannick Borel                                                                  | Virgile Marchal                                                         | Jung Tae-seung                                                          |
| Fioretto a squadre (dettagli)   | Francia Baptiste Mourrain Jean Paul Helissey Maxime Pauty Maximilien Chastanet | Corea del Sud Kwak Chang-woo Kwak Jun-hyuk Park Jun-young Song Jae-kwan | Italia Alessandro Paroli Francesco Trani Saverio Schiavone Tobia Biondo |
| Sciabola a squadre (dettagli)   | Francia Arthur Zatko Fabien Ballorca Maxence Lambert Tom Seitz                 | Ucraina Bohdan Platonov Dmytro Raskosov Yevhen Statsenko Yuriy Tsap     | Corea del Sud Chung Ho-jin Kang Min-kyu Park Jun-yeong Song Jun-hun     |
| Spada a squadre (dettagli)      | Francia Alex Fava Erwan Fonson Virgile Marchal Yannick Borel                   | Ucraina Valeriy Zharskyy Volodymyr Stankevych Yan Sych Yuriy Taranenko  | Italia Andrea Baroglio Lorenzo Bruttini Lorenzo Buzzi Luca Ferraris     |

### Donne
| Evento                          | Oro                                                                           | Argento                                                                         | Bronzo                                                                       |
| Fioretto individuale (dettagli) | Jéromine Mpah Njanga                                                          | Svetlana Tripapina                                                              | Kristina Novalinska                                                          |
| Fioretto individuale (dettagli) | Jéromine Mpah Njanga                                                          | Svetlana Tripapina                                                              | Hong Hyo-jin                                                                 |
| Sciabola individuale (dettagli) | Anna Bashta                                                                   | Kim Seon-hee                                                                    | Adrienne Jarocki                                                             |
| Sciabola individuale (dettagli) | Anna Bashta                                                                   | Kim Seon-hee                                                                    | Marta Wiktoria Puda                                                          |
| Spada individuale (dettagli)    | Dimodi Laurence Épée                                                          | Viktoriia Kuzmenkova                                                            | Iuliia Lichagina                                                             |
| Spada individuale (dettagli)    | Dimodi Laurence Épée                                                          | Viktoriia Kuzmenkova                                                            | Nelli Paju                                                                   |
| Fioretto a squadre (dettagli)   | Italia Beatrice Monaco Camilla Mancini Francesca Palumbo Olga Rachele Calissi | Francia Flora Tran Jéromine Mpah Njanga Julie Huin Maeva Rancurel               | Russia Kristina Novalinska Leyla Pirieva Oxana Pogrebnyak Svetlana Tripapina |
| Sciabola a squadre (dettagli)   | Corea del Sud Choi Shin-hui Choi Soo-yeon Kim Ha-eun Kim Seon-hee             | Russia Aleksandra Shatalova Anna Bashta Evgeniia Karbolina Alina Meshcheriakova | Francia Béline Boulay Marion Stoltz Sara Balzer Mathilda Agralissoum         |
| Spada a squadre (dettagli)      | Francia Amélie Awong Mvele Joséphine Coquin Dimodi Laurence Épée Hélène Ngom  | Russia Alena Komarova Elena Shasharina Iuliia Lichagina Viktoriia Kuzmenkova    | Stati Uniti Amanda Sirico Danielle Henderson Nina Van Loon Jessie Radanovich |